# Reinhard Weißhuhn

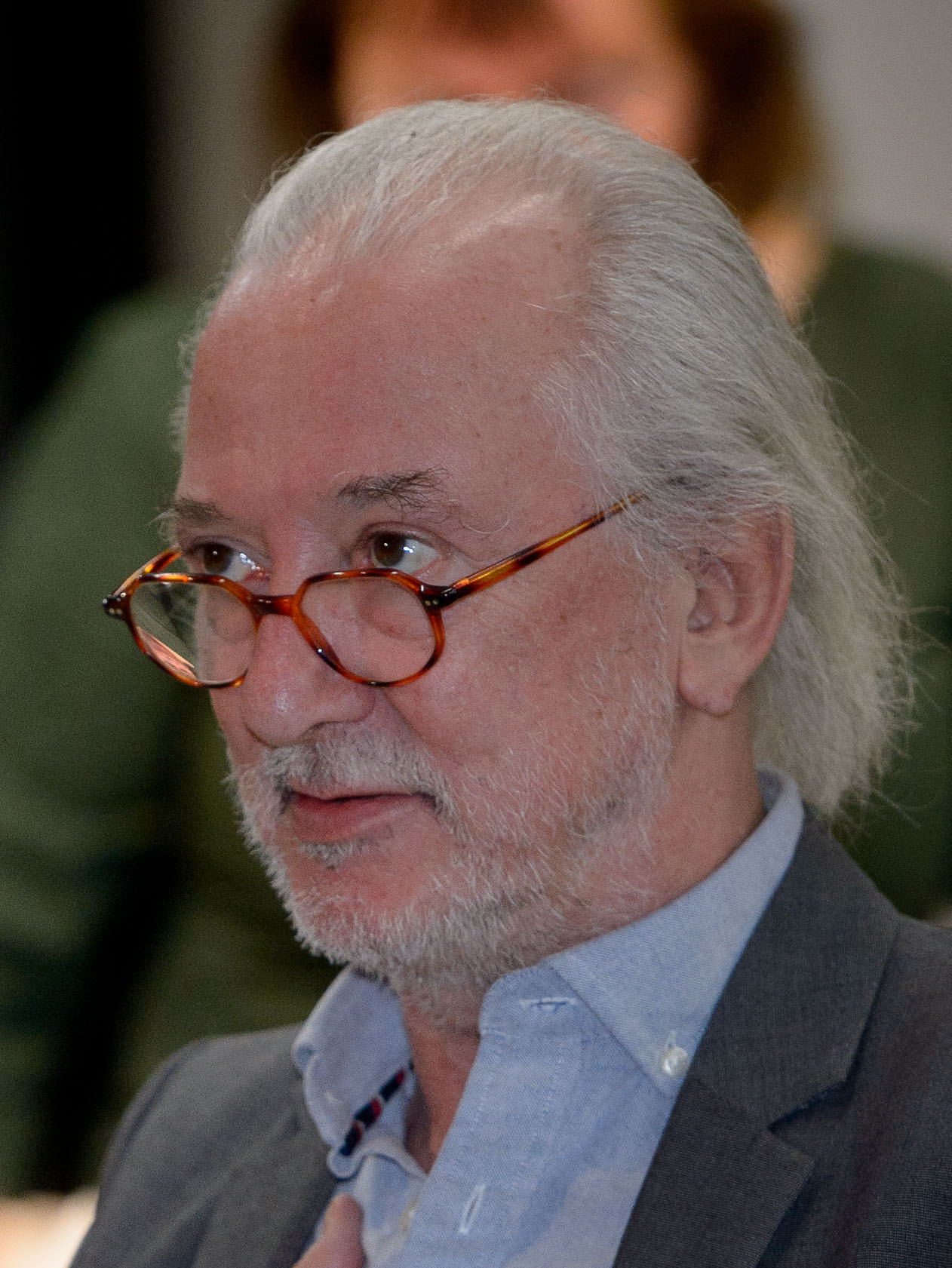
Reinhard Weißhuhn, 2015

Reinhard Weißhuhn (* 4. April 1951 in Dresden) ist ein Vertreter der Bürgerrechtsbewegung in der DDR.

## Leben und Politik
Reinhard Weißhuhn ist in Sachsen und Weimar aufgewachsen. Sein Vater war Journalist, seine Mutter war Bibliothekarin. Nach dem Abitur in Weimar studierte Weißhuhn von 1969 bis 1973 an der dortigen Hochschule Architektur und Stadtplanung. Danach war er Stadtplaner im Rat des Stadtbezirks Berlin-Prenzlauer Berg. Der SED-Staat reagierte auf seine eigenverantwortliche Kulturarbeit im Wohngebiet, den Austausch mit mittelosteuropäischen Künstlern und sein Engagement in der Opposition mit Behinderungen im Beruf und weiterer Einschränkung seiner Freizügigkeit.
Seit 1975 arbeitete er auf Empfehlung von Jürgen Fuchs mit György Dalos zusammen. 1978 eröffnete das Ministerium für Staatssicherheit einen Operativen Vorgang gegen ihn. Im gleichen Jahr wechselte er an die Bauakademie der DDR, wo er noch wenige Jahre als Forschungsingenieur für Dokumentation arbeiten konnte. In diesen Jahren übersetzte er Texte der ungarischen Opposition für bundesdeutsche Publikationen und organisierte Lesungen in Ostberlin. 1985 wurde er Architekt beim Diakonischen Werk.
Er gehört zu den Mitbegründern der  Initiative Frieden und Menschenrechte (IFM) und hat in den letzten Jahren der DDR mit Gerd Poppe wichtige Publikation der Opposition (darunter: grenzfall, fußnote³ und Ostkreuz) herausgegeben und gemeinsame Erklärungen des ostmitteleuropäischen antikommunistischen Widerstands koordiniert. Mit der Öffnung der IFM im März 1989 gehörte er zum Vorstand der Bürgerrechtsvereinigung und war ihr Pressesprecher. 1990 vertrat er die IFM am Zentralen Runden Tisch. In der demokratisch gewählten Volkskammer war er Mitarbeiter der Fraktion Bündnis 90. Danach wechselte er für seine Partei als außenpolitischer Mitarbeiter in den  Deutschen Bundestag. Anfangs als Mitarbeiter für Gerd Poppe, später für Joschka Fischer und die Fraktion. 1992 war er Mitglied der Verhandlungsgruppe des Bündnis 90 zur Vorbereitung des Assoziationsvertrags mit den Grünen. 1993 verfasste er das bündnisgrünen Europaprogramm mit. Menschenrechtsfragen und der Minderheitenschutz sind Hauptthemen seines politischen Engagements. Von 2009 bis 2021 war Weißhuhn Mitglied im Vorstand der Robert-Havemann-Gesellschaft.

## Veröffentlichungen
- Übersetzung von Werken György Dalos, Neunzehnhundertfünfundachtzig. Ein historischer Bericht., Berlin 1982 und zusammen mit Elisabeth Käsbauer Kurzer Lehrgang langer Marsch, Berlin 1985.
- Reinhard Weißhuhn (Hg.), Gesteinsammlung. Festschrift für Gerd Poppe, Berlin 1991.
- Wolfgang Templin / Reinhard Weißhuhn: Initiative Frieden und Menschenrechte. In: Müller-Enbergs, Schulz und Wiegohs (Hrsg.): Von der Illegalität ins Parlament. Werdegang und Konzepte der neuen Bürgerbewegungen. Berlin 1992, 148–165.
- Reinhard Weißhuhn: Der Einfluss der bundesdeutschen Parteien auf die Entwicklung widerständigen Verhaltens in der DDR der achtziger Jahre, in: Materialien der Enquete-Kommission Aufarbeitung von Geschichte und Folgen der SED-Diktatur in Deutschland (12. Wahlperiode des Deutschen Bundestages), Baden-Baden 1995, Band VII,2, 1853–1949.
- Reinhard Weißhuhn: Bürgerbewegung in der DDR und Ostpolitik in der Bundesrepublik, in: Gewerkschaftliche Monatshefte 1994, 406–413.
- Reinhard Weißhuhn: Was ist geblieben – und warum nicht?, in: Werner Schulz (Hrsg.): Der Bündnis-Fall. Politische Perspektiven 10 Jahre nach Gründung des Bündnis 90. Bremen 2001, 173–178.
- Reinhard Weißhuhn: Biographische Artikel zu Bärbel Bohley, Martin Böttger, Christian Dietrich und Thomas Kretschmer (Bürgerrechtler), in: Ilko-Sascha Kowalczuk, Tom Sello (Hrsg.): Für ein freies Land mit freien Menschen. Opposition u. Widerstand in Biographien u. Fotos. Berlin 2006
- Reinhard Weißhuhn: Kontakte und Kooperation zwischen DDR- und ungarischer Opposition. In: Bernd Florath (Hrsg.): Das Revolutionsjahr 1989. Die demokratische Revolution in Osteuropa als transnationale Zäsur (Analysen und Dokumente. Wissenschaftliche Reihe des Bundesbeauftragten für die Unterlagen des Staatssicherheitsdienstes der ehemaligen Deutschen Demokratischen Republik (BStU), Band 34), Göttingen 2011, 187–196.